# Карликова галактика FCC 224
Карликова галактика FCC 224 — унікальна галактика, яка не містить або майже не містить темної матерії.
Галактика FCC 224 виявлена у 2024 р. в обсерваторії Мауна-Кеа, що на Гавайських островах. Галактика розташована на околицях скупчення галактик Фенікса на відстані близько 60−65 мільйонів світлових років від Землі. Її ще одна характерна особливість — наявність десяти яскравих, дуже щільних зоряних скупчень.